# Kosihovce
Kosihovce es un municipio del distrito de Veľký Krtíš en la región de Banská Bystrica, Eslovaquia, con una población estimada a final del año 2024 de 561 habitantes.
Se encuentra ubicado al suroeste de la región, en la cuenca hidrográfica del río Ipoly —un afluente izquierdo del Danubio— y cerca de la frontera con la región de Nitra y con Hungría.

## Demografía
| Año        | 1994 | 2004    | 2014    | 2024    |
| ---------- | ---- | ------- | ------- | ------- |
| Población  | 592  | 617     | 579     | 561     |
| Diferencia |      | +4,22 % | −6,15 % | −3,10 % |

| Año        | 2023 | 2024    |
| ---------- | ---- | ------- |
| Población  | 569  | 561     |
| Diferencia |      | −1,40 % |